# ウイッグストック
『ウイッグストック』 （ 英： Wigstock: The Movie ）は、1995年に製作されたアメリカのドキュメンタリー映画。
日本では、1996年（第5回） 東京国際レズビアン&ゲイ映画祭にて上映された。

## 概要
ニューヨークで毎年開催されていた、ドラァグクイーンの祭典『 Wigstock 』のドキュメンタリー。

## キャスト
- アレクシス・アークエット
- デボラ・ハリー
- クリスタル・ウォーターズ
- キャンディス・ケイン
- ル・ポール
- トム・フィッツジェラルド